# Colette S. Vogeler
Colette Sophie Vogeler (* 1987) ist eine deutsche Verwaltungs- und Politikwissenschaftlerin und Hochschullehrerin an der Deutschen Universität für Verwaltungswissenschaften Speyer.

## Leben und Wirken
Vogeler studierte ab 2004 Informations- und Politikwissenschaft an der Universität Regensburg, wo sie 2009 ihren Abschluss machte. 2010 schloss sie ein parallel begonnenes Mandarin-Studium an der Shanghai-Universität ab. Ab 2011 arbeitete sie im internationalen Produktmarketing bei der Volkswagen AG in Wolfsburg. Ab 2014 widmete sie sich indes wieder ihrer akademischen Karriere und wurde 2015 an der Universität Braunschweig mit der Arbeit Conventional paths for new challenges? Change and continuity in economic policy in Brazil über die industrie- und wirtschaftspolitische Entwicklung Brasiliens zur Dr. rer. soc. promoviert. Anschließend koordinierte sie als wissenschaftliche Mitarbeiterin an der Universität Braunschweig die interdisziplinären Forschungsprojekte Eskalationsforschung zur Kommunikation großer Infrastruktur- und Bauprojekte und Agrarökologische Lösungen für Safe and Fair Operating Spaces von Agrarsystemen. Im Wintersemester 2018/19 vertrat Vogeler die Professur für Policy Analyse und Politische Ökonomie an der TU Kaiserslautern und im folgenden Sommersemester den Lehrstuhl für Politische Wissenschaft an der Universität Heidelberg.
Nach Mutterschutz und Elternzeit zu Beginn des Jahres 2021 wurde Vogeler im Juli 2021 zur Professorin an der Deutschen Universität für Verwaltungswissenschaften Speyer ernannt und übernahm dort den Lehrstuhl für Vergleichende Verwaltungswissenschaft und Policy-Analyse. Nach erneutem Mutterschutz und Elternzeit von Mai bis Oktober 2023 lehnte sie im Februar 2024 einen Ruf der Rheinland-Pfälzischen Technischen Universität Kaiserslautern-Landau ab und verblieb stattdessen in Speyer.

## Forschungsschwerpunkte
Vogelers Forschungsschwerpunkte liegen in der Wirtschafts-, Umwelt- und Agrarpolitik mit einem Fokus auf Tierschutzpolitik vor allem im Bereich der Nutztierhaltung. Hier leitet sie seit 2021 unter anderem das von der DFG geförderte Forschungsprojekt TIER: Determinanten und internationale Varianz von Tierschutzpolitik zur empirischen Aufarbeitung und politikwissenschaftlichen Erschließung des Politikfelds Tierschutz im internationalen Vergleich. Im Rahmen dieses Projekts besteht eine internationale Kooperation mit der Universität Kopenhagen, der Universität Versailles und der Autonomen Universität Barcelona. Darüber hinaus befasst Vogeler sich mit der politischen Entwicklung Chinas. Von Juli 2021 bis Juli 2022 war sie zudem Mitherausgeberin der internationalen Fachzeitschrift Review of Policy Research.